# 千丈寺山
千丈寺山（せんじょうじさん）は、兵庫県三田市にある標高590mの山。丹波高地に属する。ふるさと兵庫100山。

## 概要
三田市の中心付近にある山。 ピーク付近には三田市では唯一の一等三角点（589.54m）がある。山頂の盤座（いわくら）の壁には大権現が祀られており、下青野の感神社が3月17日に祭りを行なう。山の名称にもなった「千丈寺」は明智光秀に焼かれたとされ、今は跡形も無い。
千丈寺山へは、南の天満宮から北への尾根への縦走ルートと、西の感神社から尾根へのルートなどの登山道がある。途中、高根山（362m）には鎌倉時代に青野城があったとされ、現在も石積が残る。地元では今でも城山と呼ばれている。また、山裾南にダム建設によりできた千丈寺湖（青野ダム）の命名の由来となった山でもある。
平成22年（2010年）に「新ひょうご森づくり」の里山ふれあい森づくり事業により、東の乙原口からの登山道の整備がされた。登山口には多目的広場も出来ている。

## 民話
「千丈寺山の天狗」という民話があり、昔六甲山に大天狗が住んでおり、唐櫃や有馬の愛宕山、天狗岩、山口の丸山（西宮市山口町）、乙原（おちばら）の千丈寺山を休み場にしていた。ある日、乙原村の吾作という親孝行の若者が屋根葺きの手伝い中突然いなくなり、いくら捜しても見つからないので、死んだものと諦め、お寺で戒名をもらい供養していた。しかし、数十年後白髪白髭、顔中毛だらけの老人が吾作の家に現れ仏壇にお参りしていて家人に見つかった。そして急に千丈寺山の方へ姿を消した。村人達は「この千丈寺山に来る、あの天狗の弟子入りをして修行しているのでは」「それで我が家が恋しくなって帰ってきたのだろう」「そういえば、吾作の若い頃の面影が何処かにあった」などと話し、この白髪の老人のことを「吾作は天狗の力で仙人になったのでは」と噂されるようになったという。

## アクセス
- 神姫バス 乙原口停留所、北浦停留所